# Protandrena tessellata
Protandrena tessellata är en biart som beskrevs av Timberlake 1976. Protandrena tessellata ingår i släktet Protandrena och familjen grävbin. Inga underarter finns listade i Catalogue of Life.